# Coupe du monde cycliste féminine de Montréal 2005
La 8e édition de la Coupe du monde cycliste féminine de Montréal a lieu le 28 mai 2005. C'est la septième épreuve de la Coupe du monde. Elle est remportée par la Canadienne Genevieve Jeanson.

## Équipes
| Équipes féminines professionnelles (6)- Buitenpoort-Flexpoint - ELK Haus Nö - Equipe Nürnberger Versicherung - Nobili Rubinetterie-Menikini - S.A.T.S. - Safi-Pasta Zara Manhattan Équipes nationales (2)- Colombie - Canada Équipe féminines amateur (11)- Biovail - Colavita-Cooking Light - Composite international-BASIS - Diet Cheerwine - Ellicyle Sport expert Louis Garneau - Quark - Québec - Rona - Subway women - Velo Bella - Webcor Builders |
| |

## Parcours
L'ascension du Mont Royal est la principale difficulté du parcours dont le tour fait 8,3 km. Il est parcouru douze fois.

## Favorites
Oenone Wood mène la Coupe du monde et fait figure de favorite avec Mirjam Melchers-Van Poppel, Amber Neben et la vainqueur sortante Genevieve Jeanson.

## Récit de la course
La météo est clémente. Les premiers tours sont parcourus à un train modéré. À trois tours de la fin, Amber Neben place une attaque qui est marquée par Jeanson. Cela provoque une sélection. Olivia Gollan tente un tour plus loin dans la descente, sans succès. Les attaques se succèdent avec Meshy Holt, Erinne Willock, Christine Thorburn et Katheryn Curi, mais aucune ne reste longtemps devant. Dans le dernier tour, Lynn Gaggioli prend quelques mètres d'avance, mais est reprise dans le final. Tout se joue dans la dernière ascension, Willock accélère dans la section la plus difficile. Elle est contrée par Jeanson qui s'impose. Wood et Melchers-Van Poppel complètent le podium.

## Classements

### Classement final
| \| Classement général \| Classement général \| Classement général \| Classement général \| Classement général \| \| Coureuse \| Coureuse \| Pays \| Équipe \| Temps \| \| ------------------ \| --------------------- \| ------------------ \| ------------------------------ \| ------------------ \| \| 1re \| Geneviève Jeanson \| Canada \| Rona \| 2 h 55 min 43 s \| \| 2e \| Oenone Wood \| Australie \| Equipe Nürnberger Versicherung \| + 2 s \| \| 3e \| Mirjam Melchers \| Pays-Bas \| Buitenpoort-Flexpoint \| + 4 s \| \| 4e \| Annette Beutler \| Suisse \| Quark \| + 4 s \| \| 5e \| Susanne Ljungskog \| Suède \| Buitenpoort-Flexpoint \| + 4 s \| \| 6e \| Erinne Willock \| Canada \| Webcor Builders \| + 4 s \| \| 7e \| Judith Arndt \| Allemagne \| Equipe Nürnberger Versicherung \| + 4 s \| \| 8e \| Christine Thorburn \| États-Unis \| Webcor Builders \| + 4 s \| \| 9e \| Edita Pučinskaitė \| Lituanie \| Nobili Rubinetterie-Menikini \| + 4 s \| \| 10e \| Dorte Lohse Rasmussen \| Danemark \| S.A.T.S \| + 11 s \| |                       |            |                                |                 |
| |                       |            |                                |                 |
| |                       |            |                                |                 |
| Classement général |                       |            |                                |                 |
| Coureuse | Coureuse              | Pays       | Équipe                         | Temps           |
| 1re | Geneviève Jeanson     | Canada     | Rona                           | 2 h 55 min 43 s |
| 2e | Oenone Wood           | Australie  | Equipe Nürnberger Versicherung | + 2 s           |
| 3e | Mirjam Melchers       | Pays-Bas   | Buitenpoort-Flexpoint          | + 4 s           |
| 4e | Annette Beutler       | Suisse     | Quark                          | + 4 s           |
| 5e | Susanne Ljungskog     | Suède      | Buitenpoort-Flexpoint          | + 4 s           |
| 6e | Erinne Willock        | Canada     | Webcor Builders                | + 4 s           |
| 7e | Judith Arndt          | Allemagne  | Equipe Nürnberger Versicherung | + 4 s           |
| 8e | Christine Thorburn    | États-Unis | Webcor Builders                | + 4 s           |
| 9e | Edita Pučinskaitė     | Lituanie   | Nobili Rubinetterie-Menikini   | + 4 s           |
| 10e | Dorte Lohse Rasmussen | Danemark   | S.A.T.S                        | + 11 s          |

## Liste des participantes
| Légende | Légende                                                                                       | Légende | Légende                                                    |
| ------- | --------------------------------------------------------------------------------------------- | ------- | ---------------------------------------------------------- |
| Num     | Dossard de départ porté par le coureur sur cette Coupe du monde cycliste féminine de Montréal | Pos     | Position à l'arrivée de la course                          |
|         | Indique un maillot de champion national ou mondial, suivi de sa spécialité                    | NP      | Indique un coureur qui n'a pas pris le départ de la course |
| AB      | Indique un coureur qui n'a pas terminé la course                                              | HD      | Indique un coureur qui a terminé la course hors des délais |

| Rona RON | Rona RON                | Rona RON |
| -------- | ----------------------- | -------- |
| Num      | Coureuse                | Pos      |
| 1        | Geneviève Jeanson (CAN) | 1re      |
| 2        | Cathrine Walberg (USA)  | 67e      |
| 3        | Kelly Benjamin (USA)    | 73e      |
| 4        | Magen Long (USA)        | 74e      |

| Buitenpoort-Flexpoint BFL | Buitenpoort-Flexpoint BFL       | Buitenpoort-Flexpoint BFL |
| ------------------------- | ------------------------------- | ------------------------- |
| Num                       | Coureuse                        | Pos                       |
| 11                        | Susanne Ljungskog (SWE) (route) | 5e                        |
| 12                        | Amber Neben (USA)               | 11e                       |
| 13                        | Linda Serup (DEN)               | 48e                       |
| 14                        | Mirjam Melchers (NED)           | 3e                        |

| Equipe Nürnberger Versicherung NUR | Equipe Nürnberger Versicherung NUR | Equipe Nürnberger Versicherung NUR |
| ---------------------------------- | ---------------------------------- | ---------------------------------- |
| Num                                | Coureuse                           | Pos                                |
| 21                                 | Oenone Wood (AUS)                  | 2e                                 |
| 22                                 | Judith Arndt (GER) (route)         | 7e                                 |
| 23                                 | Olivia Gollan (AUS)                | 25e                                |
| 24                                 | Madeleine Lindberg (SWE)           | 49e                                |
| 25                                 | Regina Schleicher (GER)            | AB                                 |
| 26                                 | Anke Wichmann (GER)                | 42e                                |

| Safi-Pasta Zara Manhattan SAF | Safi-Pasta Zara Manhattan SAF | Safi-Pasta Zara Manhattan SAF |
| ----------------------------- | ----------------------------- | ----------------------------- |
| Num                           | Coureuse                      | Pos                           |
| 31                            | Rochelle Gilmore (AUS)        | AB                            |
| 32                            | Gessica Turato (ITA)          | 52e                           |
| 33                            | Miyoko Karami (JPN)           | 36e                           |
| 34                            | Giuseppina Grassi (MEX)       | 39e                           |

| Nobili Rubinetterie-Menikini NMC | Nobili Rubinetterie-Menikini NMC | Nobili Rubinetterie-Menikini NMC |
| -------------------------------- | -------------------------------- | -------------------------------- |
| Num                              | Coureuse                         | Pos                              |
| 41                               | Edita Pučinskaitė (LTU)          | 9e                               |
| 42                               | Joanne Kiesanowski (NZL)         | 17e                              |
| 43                               | Olga Sljussarewa (RUS)           | 24e                              |
| 44                               | Sigrid Corneo (ITA)              | 29e                              |
| 45                               | Daniela Fusar Poli (ITA)         | 19e                              |

| S.A.T.S TSA | S.A.T.S TSA                 | S.A.T.S TSA |
| ----------- | --------------------------- | ----------- |
| Num         | Coureuse                    | Pos         |
| 51          | Rachel Heal (GBR)           | 27e         |
| 52          | Trine Hansen                | 23e         |
| 53          | Melissa Holt (NZL)          | 26e         |
| 54          | Dorte Lohse Rasmussen (DEN) | 10e         |

| ELK Haus Nö CRE | ELK Haus Nö CRE         | ELK Haus Nö CRE |
| --------------- | ----------------------- | --------------- |
| Num             | Coureuse                | Pos             |
| 61              | Andrea Graus (AUT)      | 12e             |
| 62              | Christine Müller (GER)  | 59e             |
| 63              | Monika Schachl (AUT)    | AB              |
| 64              | Patricia Hempel (GER)   | AB              |
| 65              | Patricia Schwager (SUI) | 15e             |

| Colombie COL | Colombie COL               | Colombie COL |
| ------------ | -------------------------- | ------------ |
| Num          | Coureuse                   | Pos          |
| 71           | María Luisa Calle          | 32e          |
| 72           | Mónica Lorena Méndez Ortiz | 62e          |
| 73           | Millerlandy Agudelo        | 64e          |
| 74           | Paola Madriñán             | 20e          |

| Québec ___ | Québec ___               | Québec ___ |
| ---------- | ------------------------ | ---------- |
| Num        | Coureuse                 | Pos        |
| 81         | Stephanie Bourbeau (CAN) | 34e        |
| 82         | Caroline Montmigny (CAN) | 66e        |
| 83         | Caroline Theberge (CAN)  | 68e        |
| 84         | Marie-Pier Bedard (CAN)  | AB         |
| 85         | Elisa Gagnon (CAN)       | AB         |

| Quark ___ | Quark ___               | Quark ___ |
| --------- | ----------------------- | --------- |
| Num       | Coureuse                | Pos       |
| 91        | Annette Beutler (SUI)   | 4e        |
| 92        | Audrey Lemieux (CAN)    | 43e       |
| 93        | Grace Fleury (USA)      | 41e       |
| 94        | Helen Kelly (AUS)       | AB        |
| 95        | Katherine Sherwin (USA) | AB        |
| 96        | Amy Moore (CAN)         | 33e       |

| Canada CAN | Canada CAN       | Canada CAN |
| ---------- | ---------------- | ---------- |
| Num        | Coureuse         | Pos        |
| 101        | Kirsten Frattini | 22e        |
| 102        | Heather Lamson   | AB         |
| 103        | Suzanne Macht    | AB         |
| 104        | Anna Tratnyek    | AB         |
| 105        | Jennifer Trew    | AB         |
| 106        | Kylie Case       | AB         |

| Velo Bella ___ | Velo Bella ___          | Velo Bella ___ |
| -------------- | ----------------------- | -------------- |
| Num            | Coureuse                | Pos            |
| 111            | Hiroko Shimada (JPN)    | 54e            |
| 112            | Melodie Metzger (USA)   | 56e            |
| 113            | Gabriela González (MEX) | 58e            |
| 114            | Barbara Howe (USA)      | 37e            |
| 115            | Jennifer Chapman (USA)  | 60e            |

| Webcor Builders ___ | Webcor Builders ___      | Webcor Builders ___ |
| ------------------- | ------------------------ | ------------------- |
| Num                 | Coureuse                 | Pos                 |
| 121                 | Christine Thorburn (USA) | 8e                  |
| 122                 | Stefanie Graeter (USA)   | 50e                 |
| 123                 | Betina Hold (CAN)        | 55e                 |
| 124                 | Erinne Willock (CAN)     | 6e                  |
| 125                 | Katheryn Curi (USA)      | 21e                 |
| 126                 | Felicia Gomez (CAN)      | 31e                 |

| Colavita-Cooking Light ___ | Colavita-Cooking Light ___ | Colavita-Cooking Light ___ |
| -------------------------- | -------------------------- | -------------------------- |
| Num                        | Coureuse                   | Pos                        |
| 131                        | Michelle Beltran (USA)     | 35e                        |
| 132                        | Kimberly Anderson (USA)    | 28e                        |
| 133                        | Dotsie Bausch (USA)        | 14e                        |
| 134                        | Susan Palmer-Komar (CAN)   | 13e                        |

| Cheerwine ___ | Cheerwine ___         | Cheerwine ___ |
| ------------- | --------------------- | ------------- |
| Num           | Coureuse              | Pos           |
| 141           | Leigh Hobson (CAN)    | 30e           |
| 142           | Merrill Collins (CAN) | 44e           |
| 143           | Tara Ross (CAN)       | 53e           |
| 144           | Rhonda Guzda (CAN)    | 61e           |
| 145           | Julie Belanger (CAN)  | AB            |
| 146           | Julia Farell (CAN)    | AB            |

| Subway women ___ | Subway women ___       | Subway women ___ |
| ---------------- | ---------------------- | ---------------- |
| Num              | Coureuse               | Pos              |
| 151              | Suz Weldon (USA)       | 38e              |
| 152              | Sima Trapp (USA)       | 45e              |
| 153              | Melissa Sanborn (USA)  | 47e              |
| 155              | Nicole Wangsgard (USA) | 57e              |

| Biovail ___ | Biovail ___               | Biovail ___ |
| ----------- | ------------------------- | ----------- |
| Num         | Coureuse                  | Pos         |
| 161         | Lynn Gaggioli (USA)       | 16e         |
| 162         | Jennifer Stephenson (CAN) | 51e         |
| 163         | Amanda Shaw (CAN)         | 63e         |
| 164         | Anna Garnett (CAN)        | 71e         |
| 165         | Rebecca Nelson (CAN)      | 72e         |
| 166         | Jennifer Magur (USA)      | 76e         |

| Composite international-BASIS ___ | Composite international-BASIS ___ | Composite international-BASIS ___ |
| --------------------------------- | --------------------------------- | --------------------------------- |
| Num                               | Coureuse                          | Pos                               |
| 171                               | Christine Ruiter (USA)            | 40e                               |
| 172                               | Kristin Danielson (USA)           | 46e                               |
| 173                               | Dulce Pliego (MEX)                | 65e                               |
| 174                               | Helena Coney (CAN)                | 69e                               |
| 175                               | Marielle Aunave (FRA)             | 75e                               |
| 176                               | Ashley Robinson                   | AB                                |

| Ellicyle Sport expert Louis Garneau ___ | Ellicyle Sport expert Louis Garneau ___ | Ellicyle Sport expert Louis Garneau ___ |
| --------------------------------------- | --------------------------------------- | --------------------------------------- |
| Num                                     | Coureuse                                | Pos                                     |
| 181                                     | Lyne Bessette (CAN) (route)             | 18e                                     |
| 182                                     | Lisa Howard (CAN)                       | 70e                                     |
| 183                                     | Joanie Caron (CAN)                      | AB                                      |
| 184                                     | Geneviève Gagnon (CAN)                  | AB                                      |

| Rona RON | Rona RON                | Rona RON |
| -------- | ----------------------- | -------- |
| Num      | Coureuse                | Pos      |
| 1        | Geneviève Jeanson (CAN) | 1re      |
| 2        | Cathrine Walberg (USA)  | 67e      |
| 3        | Kelly Benjamin (USA)    | 73e      |
| 4        | Magen Long (USA)        | 74e      |

| Buitenpoort-Flexpoint BFL | Buitenpoort-Flexpoint BFL       | Buitenpoort-Flexpoint BFL |
| ------------------------- | ------------------------------- | ------------------------- |
| Num                       | Coureuse                        | Pos                       |
| 11                        | Susanne Ljungskog (SWE) (route) | 5e                        |
| 12                        | Amber Neben (USA)               | 11e                       |
| 13                        | Linda Serup (DEN)               | 48e                       |
| 14                        | Mirjam Melchers (NED)           | 3e                        |

| Equipe Nürnberger Versicherung NUR | Equipe Nürnberger Versicherung NUR | Equipe Nürnberger Versicherung NUR |
| ---------------------------------- | ---------------------------------- | ---------------------------------- |
| Num                                | Coureuse                           | Pos                                |
| 21                                 | Oenone Wood (AUS)                  | 2e                                 |
| 22                                 | Judith Arndt (GER) (route)         | 7e                                 |
| 23                                 | Olivia Gollan (AUS)                | 25e                                |
| 24                                 | Madeleine Lindberg (SWE)           | 49e                                |
| 25                                 | Regina Schleicher (GER)            | AB                                 |
| 26                                 | Anke Wichmann (GER)                | 42e                                |

| Safi-Pasta Zara Manhattan SAF | Safi-Pasta Zara Manhattan SAF | Safi-Pasta Zara Manhattan SAF |
| ----------------------------- | ----------------------------- | ----------------------------- |
| Num                           | Coureuse                      | Pos                           |
| 31                            | Rochelle Gilmore (AUS)        | AB                            |
| 32                            | Gessica Turato (ITA)          | 52e                           |
| 33                            | Miyoko Karami (JPN)           | 36e                           |
| 34                            | Giuseppina Grassi (MEX)       | 39e                           |

| Nobili Rubinetterie-Menikini NMC | Nobili Rubinetterie-Menikini NMC | Nobili Rubinetterie-Menikini NMC |
| -------------------------------- | -------------------------------- | -------------------------------- |
| Num                              | Coureuse                         | Pos                              |
| 41                               | Edita Pučinskaitė (LTU)          | 9e                               |
| 42                               | Joanne Kiesanowski (NZL)         | 17e                              |
| 43                               | Olga Sljussarewa (RUS)           | 24e                              |
| 44                               | Sigrid Corneo (ITA)              | 29e                              |
| 45                               | Daniela Fusar Poli (ITA)         | 19e                              |

| S.A.T.S TSA | S.A.T.S TSA                 | S.A.T.S TSA |
| ----------- | --------------------------- | ----------- |
| Num         | Coureuse                    | Pos         |
| 51          | Rachel Heal (GBR)           | 27e         |
| 52          | Trine Hansen                | 23e         |
| 53          | Melissa Holt (NZL)          | 26e         |
| 54          | Dorte Lohse Rasmussen (DEN) | 10e         |

| ELK Haus Nö CRE | ELK Haus Nö CRE         | ELK Haus Nö CRE |
| --------------- | ----------------------- | --------------- |
| Num             | Coureuse                | Pos             |
| 61              | Andrea Graus (AUT)      | 12e             |
| 62              | Christine Müller (GER)  | 59e             |
| 63              | Monika Schachl (AUT)    | AB              |
| 64              | Patricia Hempel (GER)   | AB              |
| 65              | Patricia Schwager (SUI) | 15e             |

| Colombie COL | Colombie COL               | Colombie COL |
| ------------ | -------------------------- | ------------ |
| Num          | Coureuse                   | Pos          |
| 71           | María Luisa Calle          | 32e          |
| 72           | Mónica Lorena Méndez Ortiz | 62e          |
| 73           | Millerlandy Agudelo        | 64e          |
| 74           | Paola Madriñán             | 20e          |

| Québec ___ | Québec ___               | Québec ___ |
| ---------- | ------------------------ | ---------- |
| Num        | Coureuse                 | Pos        |
| 81         | Stephanie Bourbeau (CAN) | 34e        |
| 82         | Caroline Montmigny (CAN) | 66e        |
| 83         | Caroline Theberge (CAN)  | 68e        |
| 84         | Marie-Pier Bedard (CAN)  | AB         |
| 85         | Elisa Gagnon (CAN)       | AB         |

| Quark ___ | Quark ___               | Quark ___ |
| --------- | ----------------------- | --------- |
| Num       | Coureuse                | Pos       |
| 91        | Annette Beutler (SUI)   | 4e        |
| 92        | Audrey Lemieux (CAN)    | 43e       |
| 93        | Grace Fleury (USA)      | 41e       |
| 94        | Helen Kelly (AUS)       | AB        |
| 95        | Katherine Sherwin (USA) | AB        |
| 96        | Amy Moore (CAN)         | 33e       |

| Canada CAN | Canada CAN       | Canada CAN |
| ---------- | ---------------- | ---------- |
| Num        | Coureuse         | Pos        |
| 101        | Kirsten Frattini | 22e        |
| 102        | Heather Lamson   | AB         |
| 103        | Suzanne Macht    | AB         |
| 104        | Anna Tratnyek    | AB         |
| 105        | Jennifer Trew    | AB         |
| 106        | Kylie Case       | AB         |

| Velo Bella ___ | Velo Bella ___          | Velo Bella ___ |
| -------------- | ----------------------- | -------------- |
| Num            | Coureuse                | Pos            |
| 111            | Hiroko Shimada (JPN)    | 54e            |
| 112            | Melodie Metzger (USA)   | 56e            |
| 113            | Gabriela González (MEX) | 58e            |
| 114            | Barbara Howe (USA)      | 37e            |
| 115            | Jennifer Chapman (USA)  | 60e            |

| Webcor Builders ___ | Webcor Builders ___      | Webcor Builders ___ |
| ------------------- | ------------------------ | ------------------- |
| Num                 | Coureuse                 | Pos                 |
| 121                 | Christine Thorburn (USA) | 8e                  |
| 122                 | Stefanie Graeter (USA)   | 50e                 |
| 123                 | Betina Hold (CAN)        | 55e                 |
| 124                 | Erinne Willock (CAN)     | 6e                  |
| 125                 | Katheryn Curi (USA)      | 21e                 |
| 126                 | Felicia Gomez (CAN)      | 31e                 |

| Colavita-Cooking Light ___ | Colavita-Cooking Light ___ | Colavita-Cooking Light ___ |
| -------------------------- | -------------------------- | -------------------------- |
| Num                        | Coureuse                   | Pos                        |
| 131                        | Michelle Beltran (USA)     | 35e                        |
| 132                        | Kimberly Anderson (USA)    | 28e                        |
| 133                        | Dotsie Bausch (USA)        | 14e                        |
| 134                        | Susan Palmer-Komar (CAN)   | 13e                        |

| Cheerwine ___ | Cheerwine ___         | Cheerwine ___ |
| ------------- | --------------------- | ------------- |
| Num           | Coureuse              | Pos           |
| 141           | Leigh Hobson (CAN)    | 30e           |
| 142           | Merrill Collins (CAN) | 44e           |
| 143           | Tara Ross (CAN)       | 53e           |
| 144           | Rhonda Guzda (CAN)    | 61e           |
| 145           | Julie Belanger (CAN)  | AB            |
| 146           | Julia Farell (CAN)    | AB            |

| Subway women ___ | Subway women ___       | Subway women ___ |
| ---------------- | ---------------------- | ---------------- |
| Num              | Coureuse               | Pos              |
| 151              | Suz Weldon (USA)       | 38e              |
| 152              | Sima Trapp (USA)       | 45e              |
| 153              | Melissa Sanborn (USA)  | 47e              |
| 155              | Nicole Wangsgard (USA) | 57e              |

| Biovail ___ | Biovail ___               | Biovail ___ |
| ----------- | ------------------------- | ----------- |
| Num         | Coureuse                  | Pos         |
| 161         | Lynn Gaggioli (USA)       | 16e         |
| 162         | Jennifer Stephenson (CAN) | 51e         |
| 163         | Amanda Shaw (CAN)         | 63e         |
| 164         | Anna Garnett (CAN)        | 71e         |
| 165         | Rebecca Nelson (CAN)      | 72e         |
| 166         | Jennifer Magur (USA)      | 76e         |

| Composite international-BASIS ___ | Composite international-BASIS ___ | Composite international-BASIS ___ |
| --------------------------------- | --------------------------------- | --------------------------------- |
| Num                               | Coureuse                          | Pos                               |
| 171                               | Christine Ruiter (USA)            | 40e                               |
| 172                               | Kristin Danielson (USA)           | 46e                               |
| 173                               | Dulce Pliego (MEX)                | 65e                               |
| 174                               | Helena Coney (CAN)                | 69e                               |
| 175                               | Marielle Aunave (FRA)             | 75e                               |
| 176                               | Ashley Robinson                   | AB                                |

| Ellicyle Sport expert Louis Garneau ___ | Ellicyle Sport expert Louis Garneau ___ | Ellicyle Sport expert Louis Garneau ___ |
| --------------------------------------- | --------------------------------------- | --------------------------------------- |
| Num                                     | Coureuse                                | Pos                                     |
| 181                                     | Lyne Bessette (CAN) (route)             | 18e                                     |
| 182                                     | Lisa Howard (CAN)                       | 70e                                     |
| 183                                     | Joanie Caron (CAN)                      | AB                                      |
| 184                                     | Geneviève Gagnon (CAN)                  | AB                                      |

Les dossards sont inconnus.